# رن جیالون
رن جیالون (چینی ساده: 任嘉伦؛ زادهٔ ۱۱ آوریل ۱۹۸۹)، همچنین با نام آلن رن (انگلیسی: Allen Ren) نیز شناخته می‌شود، بازیگر و خواننده اهل چین است. او به خاطر ایفای نقش در مجموعه‌های تلویزیونی افتخار دودمان تانگ (۲۰۱۷)  و همیشه (۲۰۱۹) شناخته می‌شود.